# Моё дело (сервис)
«Моё Де́ло» — онлайн-сервис для ведения бухгалтерии. Лауреат «Премии Рунета» 2010 года, Премия Google, «Премия Плющева», Премия Tagline Awards.

## История
Сервис был запущен 1 ноября 2009 года. Первоначально была представлена версия сервиса для малого бизнеса, ориентированная на самостоятельное ведение бухгалтерии предпринимателями. С ноября 2009 по март 2010 года сервис был полностью бесплатным. В ноябре 2010-го в сервисе было зарегистрировано около 1000 платных пользователей.
В 2010 году компания занимает призовое место в совместном конкурсе Google и Forbes «Бизнес-проект — 2010», а также третье место в Национальном предпринимательском конкурсе «Бизнес инновационных технологий». В 2011 году компания начала сотрудничество с ООО «Яндекс.Деньги»; в системе «Яндекс. Деньги» появляется возможность оплаты популярных налогов для индивидуальных предпринимателей. В ноябре 2011 года «Моё дело» провело масштабный опрос среди более чем 30 000 бухгалтеров по России и на основе полученных данных выпустило версию сервиса для профессиональных бухгалтеров. Количество пользователей сервиса достигло 21000.
В марте 2012 года компания получила $4 млн инвестиций от Klever Asset Management. В этом же месяце, по данным Forbes, количество пользователей сервиса достигло 170 000. В январе 2013 года количество пользователей сервиса достигло 400 тыс.. В июне 2013 года «Мое дело» совместно с российским государственным фондом РВК запустили совместный онлайн-сервис для молодых предпринимателей. В октябре 2013 года компания получила «несколько миллионов долларов» инвестиций от Russian Internet Technology Fund (RITF)
В июне 2014 года компания запустила новый проект «Моё дело Бухобслуживание». В апреле 2015 года компания запустила новый продукт «Моё дело Бюро»
. Данный продукт стал лидером среди аналогичных ресурсов по итогам конкурса Finnext 2015.
В линейку продуктов компании входят:
- Интернет-бухгалтерия «Моё дело» — для самостоятельного ведения учета.
- Бухгалтерский аутсорсинг «Моё дело Бухобслуживание» — ведение учёта командой бухгалтеров, юристов, кадровиков и ассистентов.
- Справочно-правовая система «Моё дело. Бюро» — для бухгалтеров, юристов и руководителей организаций.
- Сервис «Моё дело Профбухгалтер» — для бухгалтеров, одновременно ведущих учет нескольких компаний или предпринимателей.
- Подготовка документов для регистрации бизнеса.

## Принципы работы и использование
Сервис организован по принципу SaaS, и работает через Интернет.
Сервис интернет-бухгалтерии оповещает как именно и когда платить налоги, рассчитывает страховые взносы, готовит платёжную и отчётную документацию, информирует о релевантных изменениях в налоговом законодательстве и вносит соответствующие обновления в бухгалтерские проводки.
Сервис интегрирован в системы интернет-банкинга ряда российских банков (Сбербанк, ВТБ24, Промсвязьбанк, Альфа-банк, Тинькофф банк).

## Руководство
Основатель компании — Максим Яремко, до этого руководивший компанией «Sawady». Также сооснователь компании  — Алексей Петров.
Сооснователь компании и первый инвестор Сергей Панов, владелец контрольного пакета акций компании. Часть акций также принадлежит Russian Internet Technology Fund, Klever Asset Management, Петрову Алексею и Моргуновой Анастасии.

## Финансы
Выручка компании в марте 2012 года составила около $1 млн. По данным журнала «Эксперт», сервис в среднем получает около 1,5-2,5 тыс. руб в год с одного платного пользователя.
Разработка первой версии сервиса заняла один год и обошлась в 150 тысяч долларов. По данным газеты «Коммерсантъ» от марта 2012 года, с момента основания компании в неё было инвестировано в общей сложности $2,5 млн.